# Carl Djerassi
Carl Djerassi (Vienna, 29 ottobre 1923 – San Francisco, 30 gennaio 2015) è stato un chimico e scrittore austriaco naturalizzato statunitense.

## Biografia
I suoi genitori erano ebrei, suo padre bulgaro e sua madre austriaca. Si conobbero alla facoltà di medicina dell'università di Vienna, si sposarono e si trasferirono a Sofia. Sua madre tornó a Vienna per due mesi per far nascere il suo unico figlio. Il giovane Carl visse insieme ai suoi genitori in Bulgaria nei primi anni della sua vita. Quando compí 5 anni partí con sua madre per Vienna. Lì studió nella scuola reale di Freud fino all'età di 14 anni. I suoi genitori divorziarono e lui, durante l'estate, visse con suo padre in Bulgaria. Dopo i cambiamenti politici in Austria nel 1938, i suoi genitori si risposano per salvare il padre dal regime nazista. Carl visse un anno con suo padre e frequentó il collegio americano a Sofia. Intanto sua madre partí per l'Inghilterra per riuscire a recuperare un visto per gli Stati Uniti, dove arrivarono nel 1939, con soltanto 20 dollari in tasca.
Nel 1942 ottenne la laurea in chimica organica al Kenyon College e nel 1945 il dottorato all'università del Wisconsin. Dal 1952 al 1959  insegnó Chimica all'Università del Wayne e dal 1959 fu professore di chimica all'università di Stanford e presidente dei Laboratori Syntex a Città del Messico.
Noto per il contributo dato allo sviluppo della pillola anticoncezionale. Nel 1951 ha partecipato insieme ai messicani Luis E. Miramontes e Jorge Rosenkranz all'invenzione del progesterone sintetico (noretindrone e il noretinodrel) il quale, a differenza del progesterone naturale, mantiene la sua efficacia quando assunto per via orale ed è più potente della versione naturale.

## Opere
"Il futurista e altri Racconti", Sellerio editore
- Il dilemma di Cantor, Di Renzo Editore
- NO, Di Renzo Editore
- Calcolo, Di Renzo Editore
- Dalla Pillola alla Penna, Di Renzo Editore
- Operazione Bourbaki, Di Renzo Editore
- ICSI, Il sesso nell'epoca della riproduzione meccanica, Di Renzo Editore

## Riconoscimenti
Nel 2005, con il libro Operazione Bourbaki ha vinto il 3º Premio letterario Merck Serono, premio dedicato a saggi e romanzi che sviluppino un confronto ed un intreccio tra scienza e letteratura.